# Maria Pinińska-Bereś
Maria Pinińska-Bereś (Poznań, 17 d'agost de 1931 - Cracòvia, 20 d'abril de 1999) va ser una escultora polonesa, artista tèxtil, autora d'instal·lacions i performer associada a l'entorn artístic de Cracòvia, on va viure i treballar.
Les seves obres s'inclouen a les col·leccions del Museu Nacional de Cracòvia, Breslau, Poznań, Varsòvia, el Museu Silèsia de Katowice, el Centre d'Escultura Polonesa d'Oorńsko i el Museu de Bochum.

## Biografia
Va néixer en el sí d'una família aristocràtica. La seva infantesa va ser una autèntica “gàbia daurada”: va viure una infància feliç, però no va tenir ocasió de relacionar-se amb companys, ja que estava generalment envoltada de criades i institutrius. Els seus primers anys, vivia envoltada d'il·lusions i de contes i històries que li explicava la seva àvia, que venia de Luxemburg. El seu pare, que era ulà (cavalleria lleugera polonesa) va participar en la lluita per la independència polonesa i quan va començar la guerra, tot va canviar. El pare de Maria va ser empresonat pels russos. "He estat esperant-lo i buscant-lo tota la vida" - va escriure ella. No va ser fins a l'any 1990 que va assabentar-se del què havia passat realment: el seu pare havia estat assassinat per oficials de NKVD a Kharkiv.
Com que era filla d'un oficial polític actiu en la preguerra, va ser captivada i enviada al camp comunista situat a la zona de l'antic camp de concentració nazi. El seu avi es va convertir en el cap de la família i ella relata que va créixer “en un entorn molt específic supervisat per un ancià patriarcal, les opinions del qual s'havien desenvolupat al segle XIX”. L'única esfera on es podia sentir alliberada era l'art, que li semblava “un espai lliure sense convencions socials, ni coaccions; una esfera de projecció creativa i real de la pròpia personalitat.”
Graduada en escultura a l'escola d'arts de Katowice, va estudiar al departament d'escultura de l'Acadèmia de Belles Arts de Cracòvia a l'estudi de Xawery Dunikowski (1950-1956). Allà també va conèixer al seu futur marit Jerzy Bereś (1930–2012), amb qui es va casar el 1957 i van tenir la seva filla, també artista, Bettina Bereś l'any 1958.
M. Pinińska-Bereś va viure a Cracòvia fins a la seva mort i va exercir un paper actiu en la creació de l'ambient artístic de la ciutat. L'any 1962 ella i el seu marit van iniciar una exposició anual, "Sculpture of the Year", destinada a promoure joves artistes d'avantguarda, certamen que es van celebrar regularment durant gairebé 20 anys. També va formar part del Grupa Krakowska des del 1979 (una associació artística estudiantil que va operar a Cracòvia els anys 1930-1937).

## Obra
Els fonaments de l'activitat artística de Maria Pinińska-Bereś van ser complexos i van néixer a partir d'experiències de vida difícils. Els seus projectes eren profundament individuals, allunyant-se del corrent majoritari i plens d'ironia. Els canvis en la seva activitat van ser sempre revolucionaris i no evolutius. El primer avenç i probablement el més important per a Maria va arribar just després de graduar-se a l'Acadèmia de Belles Arts de Cracòvia.
Va ser una estudiant molt talentosa, però, sorprenentment, va decidir rebutjar els mètodes i les tècniques tradicionals d'escultura, així com els materials més utilitzats. Més endavant, va dir: "Vaig assassinar el meu propi talent. Per què ho vaig fer? No volia seguir formant part de la cadena de escultura tradicional”.

### Primeres obres
Les seves primeres escultures s'ajusten a la fórmula de la modernitat popular entre els artistes polonesos en l'època de l'anomenat "Thaw" o desguàs (la desestalinització que va tenir lloc a la segona meitat dels anys cinquanta). L'artista inicialment s'ocupà de l'escultura figurativa desenvolupant el seu llenguatge individual a mitjans dels anys seixanta, quan va començar a transformar les seves obres, creant gradualment el que ara es reconeix com el seu estil.

### Art feminista
Va ser a mitjans dels anys seixanta quan la feminitat i les diferents formes d'opressió cultural que experimenten les dones es van convertir en els seus temes més importants, a més de dedicar molta atenció als tema de l'erotisme. L'artista va apel·lar fortament als rols socials de la dona que acompanyaven la percepció dels seus estereotips.
Va ser llavors quan va buscar nous mitjans d'expressió, que es van traduir en fugir de la influència del paradigma d'avantguarda. L'elecció dels temes i del mitjà d'expressió formal tenia alguna cosa en comú amb les dones i el què seria més tard considerat art feminista i, sovint, es considera una precursora d'aquest art a Polònia (juntament amb les artistes Ewa Partum i Natalia Lach-Lachowicz). Amb les seves paraules: "Vaig rebutjar allò que era convencional i, per tant, vaig haver d'aprofundir en mi mateixa. I jo mateixa era una dona amb tots els problemes als què s'enfrontaven les dones. Vaig decidir desfer-me de la pesadesa a les meves escultures. Ho vaig fer perquè sempre he somiat el dia en què podria portar les meves escultures sola, sense l'ajuda de ningú (especialment de cap home)".
Primer, va introduir petites mantes acolchades a escultures de formigó (per exemple, Lady with a Bird, 1964). Després va començar a utilitzar nous materials, incloent-hi paper maché i després teles farcides de materials lleugers, lli, arpillera, cuir i contraplacat i colors, essencialment blanc, però també rosa i groc (per exemple, la sèrie Corset i la destacada sèries de Psycho-Small-Furniture creada a finals dels anys seixanta i a principis dels anys 70).
La sèrie de Corsets and Covers, era feta a partir de petxines buides que semblaven roba. Els corsets significaven “una manifestació de les convencions socials imposades a les dones que les configura en funció dels requisits d'una societat patriarcal. Solien formar tant el cos com la ment”. Després va venir la mini sèrie taules en què va analitzar com les dones comencen a ser tractades com a artefactes i béns de consum.
El 1968, el primer treball en la sèrie Psycho-Small-Furniture  - "Taula II - uczta". Es tracta d'una taula de fusta coberta amb dibuixos d'un rostre de dona somrient i una cuixa nua. El cos femení es presenta tallat a trossos, com en una festa caníbal, els pits i la cama fets de paper maché resten separats per un tovalló de tela gris sobre la qual hi ha uns coberts. Pinińska va tornar a demostrar aquí el seu interès pel contingut feminista plantejant el tema de la seducció d'una dona presentada com a plat de consum.
El crític Andrzej Kostołowski va escriure que Pinińska anava per davant de la tendència feminista occidental, perquè aquest tipus de problemes relacionats principalment amb l'anàlisi crítica dels rols atribuïts a la dona, van aparèixer a la seva obra al tombant dels anys seixanta i setanta, és a dir uns anys abans del que ho feia a l'art occidental.
Tanmateix, les seves obres manquen de l'actitud ideològica declarada de la lluita feminista, l'artista estava més interessada a penetrar en la naturalesa femenina, amb tota la seva riquesa psicològica, intimitat, sexualitat, així com en les relacions amb el món exterior. Tot i les consideracions, ella es va mantenir deslligada de la recerca de la grandesa artística i les seves obres tampoc no aspiraven a ser reconegudes com a representacions insígnies del moviment feminista.

### Cap a l'abstracció
Les obres de Maria creades als anys setanta van ser molt diferents de les anteriors, que es van mantenir força senzilles i austeres en l'aparença. Va ser l'època en què Maria va introduir dos elements més característics de les seves obres: la suavitat i la barreja de colors rosats i blancs. L'artista desenvolupa una imatge original a mig camí entre la figurativitat i l'abstracció, amagant molts significats que no sempre són desxifrables. Pinińska-Bereś va començar llavors a construir obres a partir de formes suaus, rodones i delicades, tan característiques de totes les seves obres posteriors. Va escollir materials lleugers i ostentosament femenins, com ara esponges tallades amb teixits, teixits acolchats, edredons i coixins.
La forma ja no s'assemblava gaire a un cos humà i les formes cosides en tela rosada, que després es va farcir de cotó i modelar van esdevenir més abstractes a partir d'aquest moment i es van convertir en l'estil dominant en la seva producció artística (per exemple, Sea Foam-Arisen Venus, 1977). Va romandre fidel a aquesta estètica fins al final de la seva vida.
Al principi, la llana de cotó servia com a farcit però la va substituir per escuma de poliuretà des de mitjan anys setanta. Gràcies a aquest nou material, les formes van obtenir nous significats i la impressió que creaven va esdevenir un gran canvi. Maria es va centrar en la resiliència i la resistència de les làmines d'escuma de poliuretà, les cobria amb lona tallada i cosida amb formes específiques i, després, recobria tota l'obra amb pintura acrílica. D'aquesta manera molt poc convencional, creava les escultures modelades.

### Performance
Als anys seixanta, l'artista va participar en els esdeveniments de Tadeusz Kantor, inclosos en un Panoramic Maritime Happening (Osieki, 1967). A la dècada següent comença a dur a terme accions de performance fortament referides a la natura, sovint íntimes, destinades només a petits grups d'amics o a la vista de la càmera. Les obres de Pinińska-Bereś van començar a adoptar el caràcter de les disposicions espacials o instal·lacions i va dedicar una atenció especial als accessoris, entre els quals destacava una de les pancartes rosades, a les quals l'artista es refereix com a "pancarta personal".
A la dècada dels 80, l'obra de Pinińska treballa més en l'àmbit social, creant obres com "Odejście Różu" (1982), "L'última promesa" (1983), "Covers - L'art del tacte" (1983). A partir de mitjan anys vuitanta, l'artista també va dialogar amb la pintura i la tradició escultòrica de manera original i va crear les seves pròpies versions en "Króla i królowej" (1986) Henry 'ego Moore'a,"Płonącej żyrafy" (1989) de Salvador Dalí, "Madame Recamier" (1991) de David i "Infantek" (1993/97) Velazquez. L'obra "Nadons" fabricats amb filferro soldat són lleugers, però ja no són tous, encara que conceptualment es refereixen a treballs anteriors dels cicles "Rotund" i "Corset". Els paisatges emocionals i les introspectives internes són el tema de la misteriosa sèrie "Windows" que Pinińska va crear al 1991, consistia en objectes plans construïts a partir de marcs de finestra antics, plens de formes orgàniques suaus.

## Exposicions
L'artista no va poder veure una exposició retrospectiva important durant la seva vida, ja que va morir durant la seva preparació.

### Exposicions individuals
- 2011: Galeria Piekary, Poznań.
- 2007: Movible-inamovible. Actuacions de Maria Pinińska-Bereś en documentació, Galeria d'Art Contemporani "Bunkier Sztuki" de Cracòvia.
- 2001: Maria Pinińska-Bereś 1931-1999, Galeria Bàltica d'Art Contemporani de Słupsk.
- 1999/2000: Maria Pinińska-Bereś 1931-1999, Bunkier Sztuki a Cracòvia, Galeria Bielska BWA a Bielsko-Biała, Galeria Miejska Arsenał a Poznań.
- 1997: Egzystzystarium, Estudi Galeria, Varsòvia.
- 1996: Galeria Manhattan, Łódź.
- 1995: Exposició dins del sisè Triennal Internacional de Dibuix, BWA Awangarda Gallery, Wrocław.
- 1993: Centre d'Escultura Polonesa, Orońsko.
- 1992: Galeria Starmach, Cracòvia; BWA, Sandomierz; BWA - Castell dels Ducs Pomeranis, Szczecin .
- 1991: BWA, Koszalin; Galeria Teatr STU, Cracòvia.
- 1990: Galeria Krzysztofory, Cracòvia.
- 1988: Galeria Krzysztofory, Cracòvia; Galeria 72, Museu del districte, Chelm .
- 1982: BWA, Lublin.
- 1980: Galeria Rytm, Cracòvia; Galeria Krzysztofory, Cracòvia.
- 1976: Galeria Labirynt, Lublin .
- 1973: Galeria Współczesna, Varsòvia.
- 1970: Piwnica pod Baranami, Cracòvia.
- 1958: Exposició d'escultures (juntament amb Jerzy Beres i Tadeusz Szpunar), Casa d'Artistes, Cracòvia.De-Kon-Estrucció de la torre inclinada, Zachęta, Varsòvia

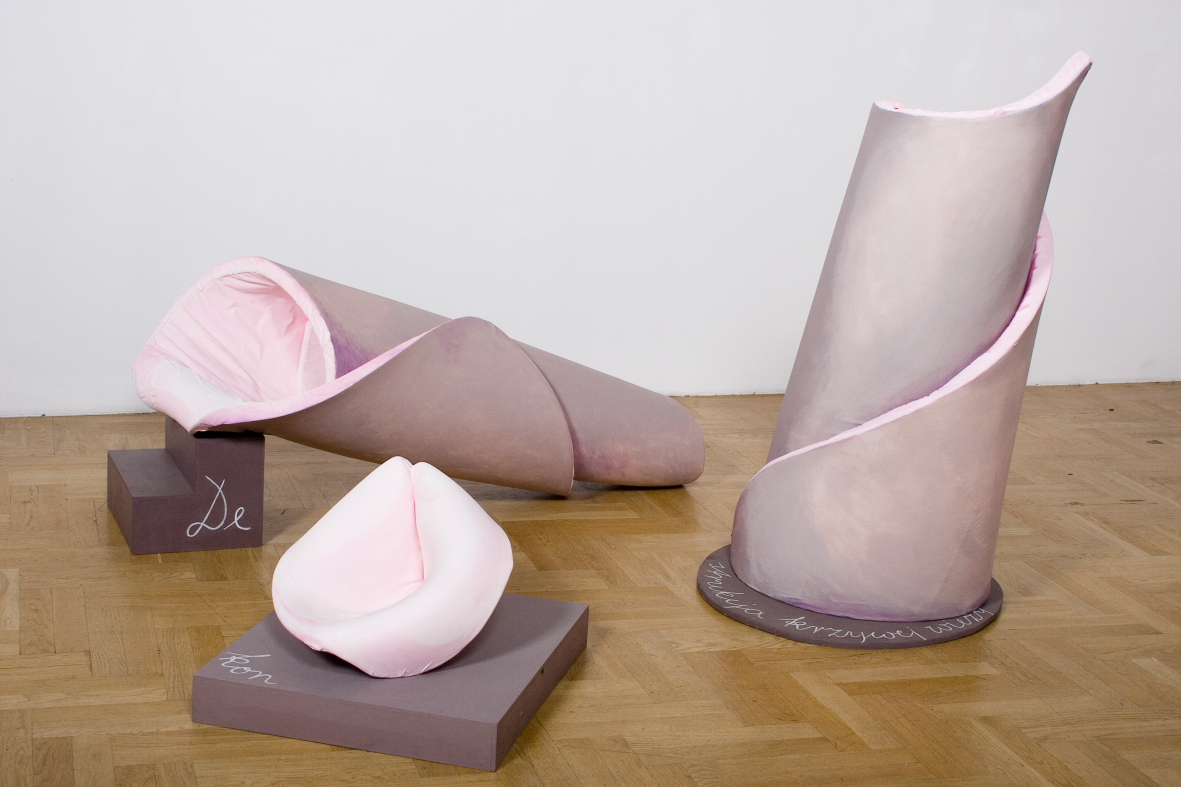
De-Kon-Estrucció de la torre inclinada, Zachęta, Varsòvia

### Exposicions de grup (selecció)
- 2011: Three Women[5], Zachęta National Gallery of Art, Varsòvia
- 1998: Blask, Galeria d'Art Contemporani a la Casa de Cracòvia, Nuremberg, Institut de Cultura Polonesa (Alemanya); Caminant per terra, Musée d'Histoire Vivante, Montreuil (Canadà); Perz - Rhizom, Galeria Pryzmat, Cracòvia.
- 1996: Art a Polònia: New Directions, University at Buffalo Art Gallery (EUA); Impacte, avantguarda Cracovienne de 1945, Institut Polonès de París (França); Dona sobre una dona, Galeria Bielska BWA, Bielsko-Biała .
- 1995: Seminari Feminista de Poznan. Espectacles artístics, Galeria Fractale, Poznań.
- 1994: Hautevolee, Galerie Rähnitzgasse, Dresden (Alemanya); Ars Erotica, Museu Nacional de Varsòvia; El Grup de Cracòvia 1932-1994, Galeria Zachęta, Varsòvia; Clàssics contemporanis, Museu Nacional, Varsòvia.
- 1993: Żywioły, Państwowa Galeria Sztuki, Łódź; Artist's Home Gallery, Varsòvia; Artistes de Cracòvia, Galeria Zachęta, Varsòvia.
- 1992: Natura Natury, BWA, Lublin; Grup de Cracòvia Obres del 1957-1992, Palau de les Arts, Cracòvia.
- 1991: Artistes polonesos, Museu Nacional, Varsòvia; Veus de la llibertat, Museu Nacional de Dones Artistes, Washington (EUA).
- 1990: Què és un artista en temps miserables? Art independent de la dècada de 1980, Galeria Zachęta, Varsòvia, Museu Nacional de Cracòvia.
- 1989: Labirynt 2. Galeria Labirynt presenta, New Space Gallery, Fulda (Alemanya Occidental).
- 1988: The Presentation of Labirynt Gallery, 1974-1988, Centre of Arts Tapes, The Alexandra Center - Halifax, Centre En Art Actuel Le Lieu - Quebec, Candada.
- 1986: Registre 2, Galeria Labirynt, Lublin.
- 1984: Corrent intel·lectual en l'art polonès després de la Segona Guerra Mundial, Performances Polskie, BWA, Lublin.
- 1983: 17. BIENNALE INTERNACIONAL, São Paulo (Brasil).
- 1982: K 18 Stoffwechsel, exposició internacional a Kassel (Alemanya Occidental).
- 1981: XI Trobada d'Escultors, BWA Cracòvia.
- 1980: Art de les dones, Galeria ON, Poznań; 16. Exposició del grup de Cracòvia, Galeria Krzysztofory, Cracòvia.
- 1979: Exposició de belles arts a Cracòvia, Darmstadt (Alemanya Occidental); Erotisme. Pintura, gràfics, dibuix, escultura, Dom Artysty Plastyka, Varsòvia; 8 X KRAKÓW, Galeria Studio, Varsòvia; Feministische Kunst Interntionaal, Haags Gemeentemuseum, La Haia (Països Baixos).
- 1977: 14a Biennale of Sculpture Outdoor, Middelheim (Bèlgica).
- 1976: Escultura del 1975 al sud de Polònia, BWA, Cracòvia; FORMAT: Galeria MAN, STU, Cracòvia.
- 1975: Deu artistes presenten obres noves i recents (AICA), Museu Nacional de Poznań; Xawery Dunikowski i estudiants. Exposició del centenari del naixement de Xawery Dunikowski, Museu Xawery Dunikowski, Varsòvia.
- 1974: pintura i escultura de Cracòvia en el 31è aniversari de la República Popular Polonesa, BWA, Palau de les Arts, escultura a l'aire lliure a Planty, Cracòvia; The Artist and Civilization, CONTART 74, Estudi Galeria, Varsòvia.
- 1973: El coneixedor a Polònia. Festival d'Art de Cracòvia, BWA, Cracòvia.
- 1971: 3a Exposició Nacional d'Escultura, CBWA Zachęta, Varsòvia.
- 1964: 20 anys de la República Popular Polonesa en creativitat artística, Palau de les Arts, Cracòvia.
- 1957: Exposició d'art jove, Oslo, Bergen, Narvik (Noruega).
- 1955: Exposició d'art jove polonès "Contra la guerra - contra el feixisme", Arsenal, Varsòvia; Xawery Dunikowski i els seus estudiants, CBWA Zachęta, Varsòvia